# Cascabel (revista)
Cascabel fue una revista de Argentina, editada semanalmente en la ciudad de Buenos Aires, dedicada a la sátira política, que fue fundada por Jorge Piacentini, cuyo primer número apareció en noviembre de 1941 y desapareció en 1947.
Entre los colaboradores de prestigio que pasaron por la revista se encuentran Emilio Villalba Welsh, Lino Palacio (Flax), Carlos Warnes y Oski.

## Características
Fue creada en 1941 por el publicista Jorge Piacentini, quien trató de innovar respecto de lo que se publicaba en ese momento, y recibió el aporte de los más notables humoristas y periodistas de la época. Representó el retorno del humor político y atravesó tiempos de grandes cambios políticos en Argentina y en el mundo. El estilo de sus textos y dibujos satíricos, combativos y desafiantes recordaban a su antecesor El Mosquito, una publicación de la segunda mitad del siglo XIX, pero adaptados a las nuevas posibilidades técnicas y gráficas. La revista tuvo un formato que se aproximaba al tabloide, unas 40 páginas, pocas secciones fijas y tapas a color con la originalidad de un chiste que se iniciaba en la portada y terminaba en la contratapa.
Las secciones “Cascatorial” y “Página de la antipolítica”, dedicadas a la reflexión política crítica, hacían las veces de página editorial. Los acontecimientos locales y extranjeros que dieron material a las colaboraciones fueron los años finales de la “década infame”, hasta 1943, el golpe de Estado de 1943, la Segunda Guerra Mundial hasta 1945 y los primeros años del peronismo, hasta 1947 en que la revista deja de aparecer.

## Posiciones políticas
Durante la guerra mundial Cascabel tomó posición favorable a los Aliados y reproducía caricaturas sobre Hitler, Mussolini, De Gaulle, Churchill, Rommel, MacArthur y Roosevelt, entre otros, algunas merced a convenios con publicaciones extranjeras y otras, creaciones locales de Flax.
El humor sobre el tema bélico llegó a ocupar las tres cuartas partes de la revista y el resto correspondía a tiras de historieta cuyo ejemplo más acertado era Lonka, un personaje que jamás daba la cara, literalmente hablando, creación del dúo Warnes-Oski y algunos cuentos breves. Fue además la primera revista argentina en sacar una hoja desplegable a todo color, a la manera de póster, con imágenes de actrices extranjeras que cedían las distribuidoras cinematográficas.
La política nacional no estaba presente en sus páginas aunque se hablaba sobre la escasez de combustible, el poco uso de los taxis, la belleza de las mujeres y la creciente escasez de la vivienda.
La revista vio con buenos ojos el golpe de Estado de 1943. Así se leía al respecto:

“A cualquiera le habrá tomado de sorpresa la revolución, menos a nosotros. Y no es porque nos hayan consultado, sino sencillamente porque Cascabel goza de gran prestigio entre las fuerzas armadas, y éstas se han hecho eco de nuestra prédica. Es, pues, un triunfo más que agregamos a nuestra abundante lista de éxitos periodísticos (…)¡De qué modo vamos!, ¿quiere usted saber? ¿De qué modo vamos? ¡Sí que vamos bien!”

La guerra, sin embargo, continuó siendo el gran tema hasta 1945 en que termina, momento en que Cascabel se centra en la política local y asumiendo una postura crítica respecto de Perón se suma a quienes le endilgaban una ideología nazi-fascista. La portada del N.º 203 del 26 de septiembre de 1945 mostraba a Perón arengando a “¡Obreros... Estudiantes... Industriales... Abogados... Comerciantes... Camaradas y Amigos...!” y en la contratapa, donde continuaba el chiste, se veía un largo salón vacío con la puerta custodiada por un policía.
Cuando el 9 de octubre de 1945 Perón fue detenido, la portada de Cascabel mostraba la caricatura de un gaucho, “Juan Pueblo”, alejándose de un peral del que había caído una enorme pera agusanada, en alusión al eclipse político del coronel Perón.

## Problemas, declinación y fin
A fines de 1944 hizo su aparición la revista Rico Tipo que, dedicada al humor costumbrista, excluyó la política de sus páginas y se transformó en su seria competidora, no solamente porque tenía una creciente tirada sino porque además atrajo a muchos de los dibujantes y humoristas de Cascabel entre los cuales estaban Carlos Warnes (que firmaba como César Bruto), Oski y Conrado Nalé Roxlo (que firmaba como Chamico). A partir de mediados de 1946 la revista explicitó la decisión de continuar con el humor político “aunque nos digan por ahí que meterse con los políticos no es buena política”. Como reemplazo de los que se habían ido apareció Landrú con un humor absurdo, lunático, emparentado con el de los hermanos Marx y con el que cultivaban por entonces los gráficos españoles de La Codorniz. Así desarrolló el personaje de Diógenes el curandero, luego empezó a publicar fotos antiguas en sus páginas de chistes y creó, con un dibujo que tenía algo de Steimberg y algo de Oski, algunos disparates sensacionales, trabajados como diálogos breves, como instantáneas obritas de teatro del absurdo.
El 30 de julio de 1946, Cascabel publicó una nota señalando que el general Albariños había sido designado nuevo presidente de YPF teniendo pendiente un proceso "con motivo de haber ingresado a su cuenta particular una importante donación que hiciera el Jockey Club de La Plata en la época en que el mismo desempeñaba el cargo de interventor en Buenos Aires." Por esta nota el director Villalba Welsh fue procesado y posterior condenado por desacato por considerar el juez que esas expresiones constituían “una ofensa a la dignidad y decoro de la persona que ejerce el Poder Ejecutivo de la Nación, general D. Juan Domingo Perón, porque aquellas implican que el titular de dicho poder procede con ligereza y despreocupación de elementales reglas de ética y legales cuando designa funcionarios en los altos cargos de la administración".
Hacia diciembre de 1946, luego de cada vez mayores dificultades en la distribución y en la obtención de papel, la Dirección de Correos dejó sin efecto el beneficio de la tarifa reducida de «interés general» que tenía asignada esa revista, la cual al dar cuenta de ello en su edición del 24 de diciembre de 1946 manifestó: "No sabemos por qué, a juicio del Correo Central, Cascabel ha dejado de ser una publicación de «interés general»; ¿habrá descendido a ser de interés coronel?" Evidente alusión al excoronel -ya general y presidente en ese momento- Perón.
Finalmente la falta de buenos humoristas y las medidas de gobierno hacen que a principios de 1947 desaparezca Cascabel. Sus lectores ya habían sido absorbidos por Rico Tipo, revista que ascendía vertiginosamente.

## Colaboradores
Emilio Villalba Welsh fue director de Cascabel hacia 1945, firmando sus notas con diversos seudónimos, entre ellos Cándido Palma, Donosio Paciente, La Serpiente de Cascabel, Pepe Butantan y Simón el Bobito. Lino Palacio dibujó la primera portada y más adelante hacía en páginas interiores un dibujo firmado como Flax –distinto del que hacía diariamente para La Razón sobre el desarrollo de la guerra. También hacía Ramona, una historieta sobre una empleada doméstica gallega e ignorante. Juan Carlos Colombres, más conocido como Landrú, que había publicado su primer chiste en noviembre de 1945 en la revista Don Fulgencio, firmó su primer chiste político en la revista Cascabel en 1946. También colaboró Carlos Warnes con su columna “Del cuaderno de César Bruto”, ilustrada por Oski. “César Bruto” se caracteriza por ser un chabacano, analfabeto, vestido con un sobretodo mugriento y empuñando un bastón. Otros que pasaron por sus páginas fueron Conrado Nalé Roxlo (Chamico), Alejandro Verbitsky y Abel Ianiro.